# Мови мяо-яо

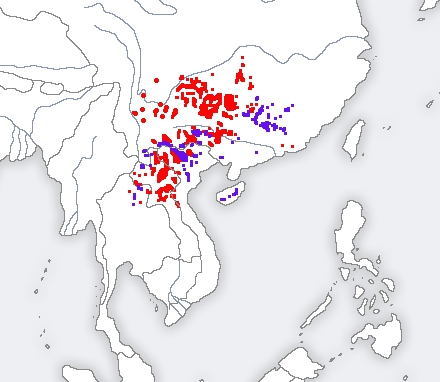
Мови мяо-яо (червоний — мяо, фіолетовий — яо)

Мяо-яо (хмонг-м'єн) — родина споріднених мов у Східній Азії. Раніше їх розглядали як одну з груп сино-тибетської або австроазійської родин , однак, за сучасними уявленнями, мови мяо-яо є окремою мовною сім'єю. Деякі дослідники припускають входження мов мяо-яо в аустричну макросім'ю.
Загальне число мовців — понад 8 млн осіб. В Китаї — 7 000 000 в провінціях Хунань, Гуйчжоу, північній частині Гуансі та Гуандуну, в деяких районах Сичуань та Юньнань. На мовах мяо-яо говорять також у південній частині провінцій Гуандун, Гуансі та Юньнань, але там вони з'явилися внаслідок переселень протягом кількох останніх століть. Понад 850 000 людей живуть у В'єтнамі, носії цих мов живуть також в Лаосі, Таїланді та М'янмі, де вони з'явилися теж у результаті пізніх переселень.

## Класифікація
- мова мяо
  - західна група діалектів
    - діалект хмонг (сичуань-гуйчжоу-юньнанський) — 2,2 мільйонів осіб
    - північно-східно-юньнанський діалект
    - діалекти південній частині Гуйчжоу (хуейшуйський мяо: центральний, східний, північний, південно-західн

  - північно-східна (західно-хунанська) група діалектів
  - південно-східна група діалектів
  - * діалект ХМУ
    - діалект канав

  - діалект ну — 400 000 осіб
- мову па-хнг
- мову м-най
- мову кйонгнай
- мова юнуо
- мову яо — 1 мільйон осіб
  - група діалектів м'єн-кіммун
    - діалект м'єн — 500 000 осіб
    - діалект кіммун

  - група діалектів дзаумін
  - група діалектів б'яумін
- мова ше — 1 тисяча осіб